# Vägglav
Vägglav (Xanthoria parietina) är en orangegul till guldgul bladlav som tillhör släktet vägglavar. Den blir omkring 5 centimeter i diameter och växer på olika substrat, som bark, trä, sten och strandnära klippor. I Sverige är vägglaven vanlig över större delen av landet, undantag norra Lappland. Den växer gärna på aspar, laduväggar och kalksten (till exempel på kyrkor och murar i Skåne och på Gotland).

## Ekologi
Vägglaven trivs på näringsrika platser och hör till de lavar som ofta växer på utsidan av byggnader och på murar, eftersom sådana ytor ofta utsätts för näringsrikt damm från närliggande vägar eller åkrar. Klippor utsatta för fågelspillning är en annan typ av växtplats där vägglaven trivs. För lavar som växer på bark används ofta en uppdelning i så kallade rikbarksamhällen och fattigbarksamhällen, vägglaven räknas efter denna till de lavar som är typiska för rikbarksamhällen.